# Кръсте Чачански
Кръсте Чачански (на македонска литературна норма: Крсте Чачански) е поет и писател, романист, от Република Македония.

## Биография
Роден е в 1949 година в стружкото село Драслайца, тогава във Федеративна Югославия. Завършва Филологическия факултет на Скопския университет. Работи като директор на Дома на културата в Струга. Член е на Дружеството на писателите на Македония от 1980 година. Членува в Македонския ПЕН център. Носител е на наградите „Мисла“, „Рациново признание“, „Стале Попов“, „Гоцева повелба“, „Живко Чинго“. Почива на 14 юни 2003 година в Драслайца.